# إد والش جونيور
إد والش جونيور (بالإنجليزية: Ed Walsh, Jr.)‏ هو لاعب كرة قاعدة أمريكي، ولد في 11 فبراير 1905 في ميريديان في الولايات المتحدة، وتوفي بنفس المكان في 31 أكتوبر 1937.

## وصلات خارجية
- إد والش جونيور على موقعبيزبول رفرنس.كوم (الدوري الرئيسي) (الإنجليزية)
- إد والش جونيور على موقع جمعية أبحاث البيسبول الأمريكية (الإنجليزية)